# استوديو غوكومي
استوديو غوكومي (باليابانية: 株式会社Studio五組، بالروماجي: Kabushiki-gaisha Sutaijo Gokumi) هو استوديو رسوم متحركة ياباني، تأسيس في مايو 2010، من قبل أعضاء في استوديو استديو جونزو، ويقع مقره في سوغينامي، طوكيو.

## أعمال الاستوديو

### مسلسلات أنمي تلفزيونية
- ساكي أتشيغا-هين حلقة سايد-أي (2012)
- طموحات أودا نوبونا (2012 بالتعاون مع مادهاوس)
- ساكي: ذا ناشونالز (2014)
- البطلة يونا يوكي (2014)
- لانس آند ماسكس (2015)
- سيرين (2017 بالتعاون مع أكسيز)
- تسوريدوري تشيلدرن (2017)
- الآنسة كويزومي تحب الرامن (2018)
- حارسات التوجي (2018)

### أوفا
- ساكي بيوري (2015)

## وصلات خارجية
- الموقع الرسمي (باليابانية)

استوديو غوكومي على موقع IMDb (الإنجليزية)
- استوديو غوكومي على موقع ANN company (الإنجليزية)